# 馬斯友美黨
馬斯友美黨，全稱印度尼西亞回教联合会，是印度尼西亞（印尼）自由民主時期（1950年－1957年）當地一個主要的伊斯蘭政黨，在1960年因為支持印尼共和國革命政府起事而被印尼總統蘇卡諾取締。

## 歷史
日本人在1943年日本佔領荷屬東印度期間建立了一個以「馬斯友美」為名的組織，以試圖控制當地的伊斯蘭教。1945年8月印度尼西亞獨立宣言發表後，另一個以「馬斯友美」為名的組織也在同年11月7日成立，這個組織包含了伊斯蘭教士聯合會和穆罕馬迪亞等伊斯蘭組織，不到一年後便成為印尼規模最大的政黨。該黨曾在印尼自由民主時期佔有印尼人民代表會議（國會）的席次，並推舉穆罕默德·納席爾、布爾漢丁·哈拉哈普等總理人選。

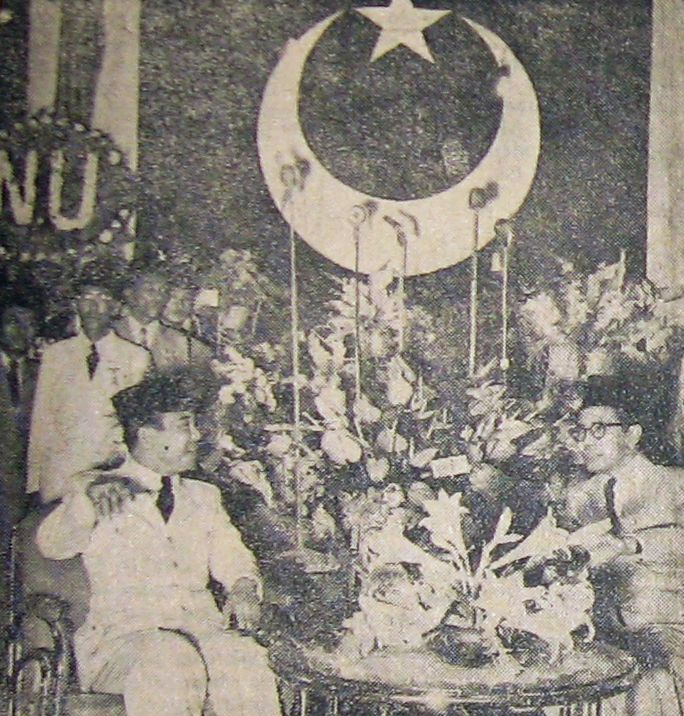
蘇卡諾總統參加1954年馬斯友美黨黨代會的情形

在1955年印尼立法機構選舉中，馬斯友美黨贏得7,903,886票，得票率為20.9%，是得票率第二高的政黨。，並贏得57個國會議席。該黨在西蘇門答臘省、雅加達和亞齊這些現代化回教地區很受歡迎。雖然馬斯友美黨贏得的所有選票當中，由爪哇島選民投下的選票佔51.3%，不過該黨在爪哇以外的地區是第一大黨，並成為上述地區其中三分之一的民眾的首選政黨。在蘇門答臘、加里曼丹和蘇拉威西，馬斯友美黨的得票率很高。該黨在蘇門答臘的得票率是42.8%，在加里曼丹的得票率是32%，而在蘇拉威西的得票率則是33.9%。
由於馬斯友美黨部分黨員在1958年參加針對蘇卡諾總統的印尼共和國革命政府起事，所以雅加達當局便在1960年把該黨和社會黨一併取締。
馬斯友美黨黨員和追隨者在該黨被查禁後成立星月之家（Keluarga Bulan Bintang），以開展推廣伊斯蘭教法和伊斯蘭教教義的活動。到了新秩序過渡時期，當地曾經有重建馬斯友美黨的嘗試，然而不獲當局不批准。1998年蘇哈托下台後，當地再有恢復使用「馬斯友美」黨名的嘗試，不過馬斯友美黨的追隨者最終卻和其他人成立星月黨。星月黨曾經參與1999年、2004年和2009年的印尼立法機構選舉。

## 註腳
1. ↑  Ricklefs 2001，第255頁.
2. ↑  Simanjuntak 2003.
3. ↑  Feith 2007.
4. ↑  Feith 2007，第436-437頁.
5. ↑  Ricklefs 2001，第304頁.
6. ↑  Nainggolan 2009a.
7. ↑  Suwardiman 2009.
8. ↑  Nainggolan 2009b.
9. ↑  Ricklefs 2001，第325頁.
10. ↑  Setiawan & Nainggolan 2004，第54-55頁.